# Torres Secas
Localidad de la comarca Hoya de Huesca que pertenece al municipio de Almudévar en la Provincia de Huesca. Está situada en un llano a 12 km al oeste de Huesca.

## Historia
- En el año 1610 era de Faustino Cortés (LABAÑA,P.7

## Patrimonio
- Ermita de San Lorenzo
- Castillo-Palacio de Torres Secas, palacio fortificado del siglo XVI